# Обнажённый поцелуй
«Обнажённый поцелуй» (англ. The Naked Kiss) — фильм Сэмюэла Фуллера.

## Сюжет
Проститутка Келли, сбежавшая из большого города от сутенёра, приезжает в городок Грантвилл — один из многих на её пути. Шеф местной полиции Грифф на короткой встрече велит ей держаться подальше от его города, советуя пойти в бордель на границе штата. Но Келли решает сменить образ и устраивается медсестрой в больницу для детей-инвалидов. Грифф, не верящий, что проститутка способна измениться, продолжает выживать Келли из города.
У Келли начинается роман с Дж. Л. Грантом, богатым отпрыском семьи основателей города, городским эстетом и лучшим другом Гриффа. Они решают пожениться. Келли наконец удаётся убедить Гриффа, что она искренне любит Гранта и навсегда завязала с проституцией, и тот соглашается быть у них шафером.
Незадолго до свадьбы Келли неожиданно застаёт Гранта за растлением малолетней девочки. Ухмыляясь, он пытается убедить её выйти за него: ведь у неё тоже есть отклонение, и она единственная, кто его понимает. Келли ударяет его телефонной трубкой, удар оказывается смертельным. Теперь ей предстоит убедить Гриффа и весь город, что она говорит правду о смерти Гранта. Старые и новые враги проходят через тюрьму, унижая её. Наконец Келли удаётся найти жертву Гранта и доказать свою невиновность.

## В ролях
- Констанс Тауэрс — Келли
- Энтони Айсли — капитан Грифф
- Майкл Данте — Дж. Л. Грант
- Вирджиния Грей — Кэнди
- Пэтси Келли — Мак, старшая медсестра
- Бетти Бронсон — мисс Жозефина